# Fluorobenzè
El fluorobenzè és un compost orgànic, un fluorur d'aril i el més simple dels fluorobenzens, que té per fórmula empírica C6H5F, sovint abreujat PhF. És un líquid incolor, precursor de molts compostos fluorofenílics.

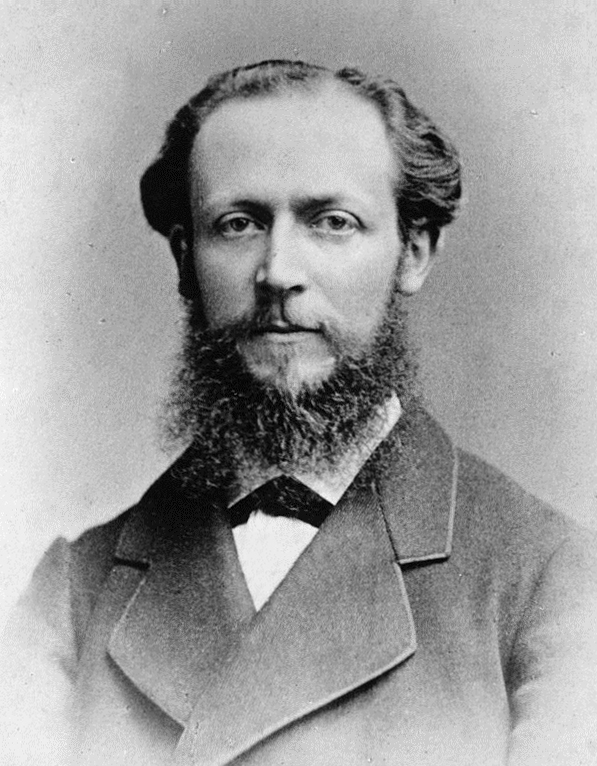
Otto Wallach en la dècada del 1880.

## Preparació
El fluorobenzè no és un compost químic que hom el trobi a la natura. És un compost artificial que fou sintetitzat per primera vegada el 1886 en un treball de recerca del químic prussià O. Wallach (1847-1931), Premi Nobel de Química el 1910, a la Universitat de Bonn. En una primera etapa, Wallach convertí clorur de fenildiazoni [PhN2]Cl en el triazè PhN=NN(CH2)5 mitjançant la reacció amb piperidina (CH2)5NH:
{\displaystyle {\ce {[PhN2]Cl + 2 (CH2)5NH -> PhN=NN(CH2)5 + [(CH2)5NH2]Cl}}}
A continuació, dissocià el triazè emprant àcid fluorhídric HF i obtingué el fluorobenzè, segons la reacció:
{\displaystyle {\ce {PhN=NN(CH2)5 + 2 HF -> PhF + N2 + [(CH2)5NH2]F}}}
A escala de laboratori, el fluorobenzè es prepara mitjançant la reacció de Balz-Schiemann de descomposició tèrmica del tetrafluoroborat de benzendiazoni PhN2BF4, proposada per Günther Balz i Günther Schiemann (1899-1967) el 1927:
L'etapa final és la descomposició:
{\displaystyle {\ce {PhN2BF4 -> PhF + BF3 + N2}}}
Segons aquest procediment, el sòlid [PhN2]BF4 s'escalfa amb una flama per iniciar una reacció exotèrmica, que també produeix trifluorur de bor i nitrogen gasós. Els productes PhF i BF3 se separen fàcilment a causa dels seus diferents punts d'ebullició.

La síntesi tècnica és per la reacció del ciclopentadiè amb el difluorocarbè. El ciclopropà format inicialment experimenta una expansió de l'anell i la posterior eliminació del fluorur d'hidrogen.

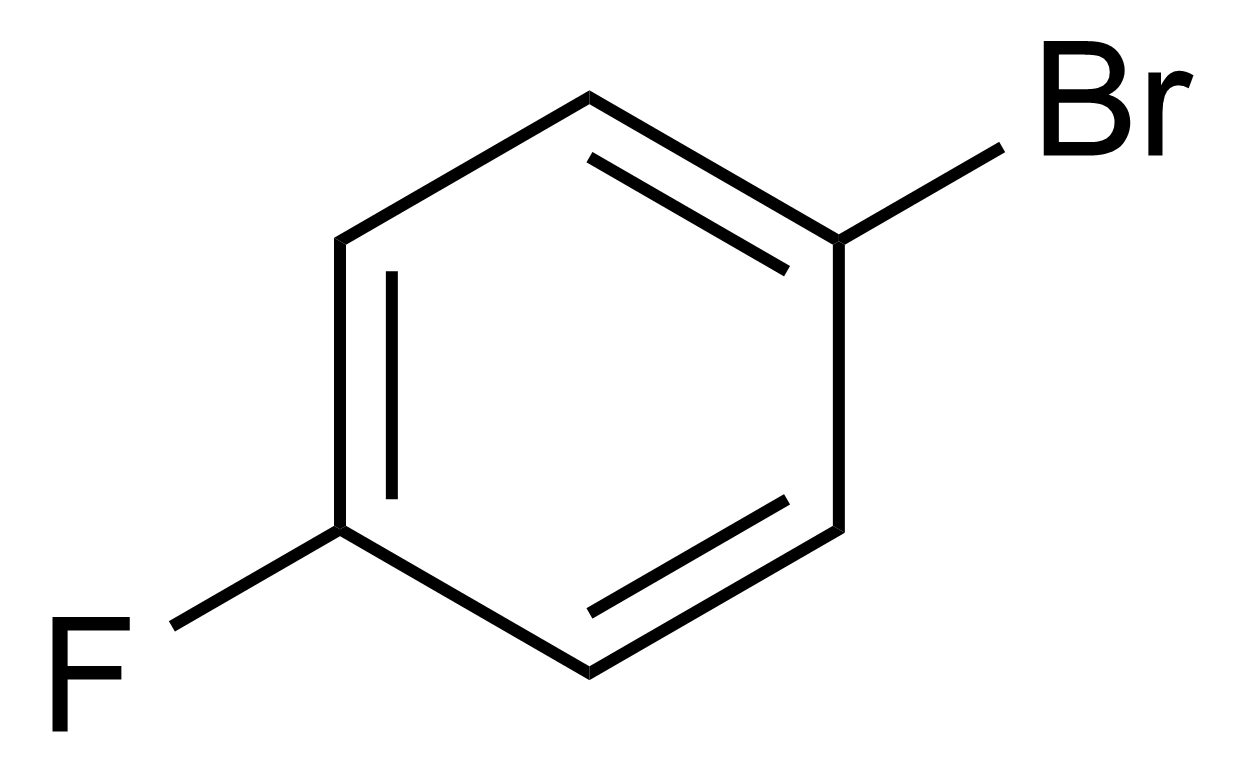
1-bromo-4-fluorobenzè.

## Reaccions
El fluorobenzè es comporta de manera bastant diferent de la d'altres derivats d'halobenzè (clorobenzè, bromobenzè i iodobenzè) a causa de les propietats de donador π del fluor. Per exemple, en les reaccions de substitució electròfila aromàtica la posició para, l'oposada a l'anell aromàtic a la del fluor, està més activada que les posicions orto i meta cap als electròfils. Per aquest motiu, es pot convertir en 1-bromo-4-fluorobenzè amb una eficiència relativament alta.

## Propietats com a dissolvent

Inflamable
Corrosiu
Tòxic
Perillós pel medi ambient

El fluorobenzè és un dissolvent útil per a espècies altament reactives. El seu punt de fusió és de –44 °C, inferior al del benzè. En canvi, els punts d'ebullició del fluorobenzè i del benzè són molt similars, difereixen només en 4 °C. És considerablement més polar que el benzè, amb una constant dielèctrica de 5,42 en comparació amb 2,28 del benzè a 298 K. El fluorobenzè és un compost relativament inert que reflecteix la força de l'enllaç C–F.
Encara que normalment es considera un dissolvent no coordinant, s'ha cristal·litzat un complex metàl·lic de fluorobenzè.

## Toxicitat
Irrita la pell, els ulls i les mucoses. L'exposició repetida de la pell pot causar dermatitis a causa de l'acció desgreixant. La inhalació crònica de vapors o boira pot provocar danys als pulmons, el fetge i els ronyons. L'exposició aguda al vapor pot causar símptomes que van des de la tos fins a l'anestèsia transitòria i la depressió del sistema nerviós central.